# Gabriela Tsvetanova
Gabriela Tsvetanova est une ancienne joueuse bulgare de volley-ball née le 11 avril 1991 à Sofia. Elle mesure 1,85 m et jouait au poste de réceptionneuse-attaquante. Elle a mis un terme à sa carrière de volleyeuse professionnelle en  juin 2017.

## Clubs
| Club                  | De        | À         |
| --------------------- | --------- | --------- |
| CSKA Sofia            | 2002-2003 | 2008-2009 |
| Levski Siconco        | 2009-2009 | 2009-2009 |
| CSKA Sofia            | 2009-2010 | 2010-2011 |
| CSU Târgu Mureș       | 2011-2012 | 2013-2014 |
| AON Panaksiakos Naxos | 2014-2015 | 2014-2015 |
| Olympiakos Le Pirée   | 2015-2016 | 2015-2016 |
| VK Maritsa Plovdiv    | 2016-2017 | 2016-2017 |

## Palmarès
- Championnat de Bulgarie
  - Vainqueur : 2008, 2010, 2011, 2017.
- Coupe de Bulgarie
  - Vainqueur : 2008, 2010, 2011, 2017.
  - Finaliste : 2009.
- Coupe de Grèce
  - Vainqueur : 2016.
- Championnat de Grèce
  - Vainqueur : 2016.